# Alfred Nehring
Alfred Nehring, född 29 januari 1845 i Gandersheim, död 29 september 1904 i Charlottenburg, var en tysk zoolog och paleontolog.
Nehhring blev 1881 professor vid lantbruksskolan i Berlin. Han är mest känd för sina upptäckter rörande den kvartära, särskilt stäppfaunan i Tyskland och lämnade även smärre, men många bidrag till däggdjursarters kännedom.